# Electricity (canción)
«Electricity» es una canción del dúo musical Silk City junto a la cantante Dua Lipa. Fue lanzada como sencillo el 6 de septiembre de 2018, a través de Columbia Records. La pista formó parte de la edición completa del álbum debut homónimo de Dua Lipa. El tema ganó a "Mejor grabación" en la edición 61 de los Premios Grammy.

## Información de la canción
«Electricity» fue escrita por Mark Ronson, Thomas Wesley Pentz, Diana Gordon, Romy Madley Croft, Dua Lipa, Philip Meckseper, Jacob Olofsson, Rami Dawod, Maxime Picard, Clément Picard, mientras que la producción fue llevada a cabo por Silk City, The Picard Brothers, Jarami, Riton, Alex Metric y Jr Blender. La pista ganó a la "Mejor grabación" en la edición 61 de los Premios Grammy.

## Video musical
La canción cuenta con un video musical, actualmente cuenta con más de 170 millones de vistas, el video musical de «Electricity» fue estrenado en la cuenta de YouTube de Ronson el día 5 de septiembre de 2018. Fue dirigido por Bradley y Pablo, la imagen contiene referencias al apagón del noreste de 2003 en América, a la vez se ve a Dua Lipa bailando en un almacén abandonado. Ronson y Diplo también aparecen en el video.

## Presentaciones en vivo
Dua Lipa interpretó la canción en el iHeartRadio Music Festival el 28 de septiembre de 2018. También cantó el tema junto con «One Kiss» en los American Music Awards 2018.

## Premios y nominaciones
| Año  | Premiación     | Categoría             | Resultado | Ref.                 |
| ---- | -------------- | --------------------- | --------- | -------------------- |
| 2019 | Premios Grammy | Mejor grabación dance | Ganador   | [ 17 ] [ 18 ] [ 19 ] |

## Lista de ediciones
Descarga digital (Versión original)

| N.º | Título                       | Duración |  |
| 1.  | «Electricity» (Radio single) | 3:38     |  |

## Créditos y personal
Créditos adaptados de Genius.
- Dua Lipa - vocales, composición
- Silk City - composición
- Diana Gordon - composición, vocales
- The Picard Brothers - composición
- Jarami - composición
- Diplo - composición
- Mark Ronson - composición
- Rommy Madley Croft - composición
- Jr.Blender - composición
- Jake Oh & Rami Dawod - composición
- Ross Levine - productor de vídeo
- Chris Clavadetscher - productor de vídeo
- Candice Dragonas - productor de vídeo
- Pablo Berron - director de fotografía
- Nick Rondeau - editor de vídeo
- Toogie - video coreografía
- Josh Gudwin - ingeniería de mezcla
- Chris Gehringer - ingeniería de masterización
- Hunter Jackson - asistente de ingeniería
- Will Quinnell - asistente de ingeniería

## Posicionamiento en listas
| Listas (2019)                               | Mejor posición |
| ------------------------------------------- | -------------- |
| Argentina (Argentina Hot 100)               | 88             |
| Alemania (Official German Charts)           | 64             |
| Australia Dance (ARIA)                      | 6              |
| Australia (ARIA)                            | 22             |
| Austria (Ö3 Austria Top 40)                 | 61             |
| Bélgica (Ultratop 50 Flanders)              | 6              |
| Bélgica (Ultratop Flanders)                 | 1              |
| Bélgica (Ultratop) Dance Flanders)          | 17             |
| Bélgica (Ultratop) Wallonia                 | 16             |
| Bolivia (Monitor Latino)                    | 11             |
| Canadá (Canadian Hot 100)                   | 61             |
| Colombia (National-Report)                  | 47             |
| Croacia (HRT)                               | 3              |
| Francia (SNEP)                              | 149            |
| Escocia (Official Charts Company)           | 8              |
| Eslovaquia (Singles Digitál Top 100)        | 13             |
| Eslovenia SloTop50                          | 13             |
| Estados Unidos (Billboard Hot 100)          | 62             |
| Estados Unidos (Hot Dance/Electronic Songs) | 5              |
| Estados Unidos (US Dance Club Songs)        | 1              |
| Estados Unidos (Mainstream Top 40)          | 16             |
| Grecia (International Digital Singles)      | 21             |
| Hungría (Rádiós Top 40)                     | 4              |
| Hungría (Single Top 40)                     | 23             |
| Hungría (Stream Top 40)                     | 13             |
| Italia (FIMI)                               | 56             |
| Irlanda (IRMA)                              | 6              |
| Israel (Media Forest)                       | 2              |
| Japón (Japan Hot 100)                       | 78             |
| Nueva Zelanda Hot Singles (RMNZ)            | 25             |
| Países Bajos (Dutch Top 40)                 | 5              |
| Países Bajos (Single Top 100)               | 13             |
| Polonia (Polish Airplay Top 100)            | 44             |
| Portugal (AFP)                              | 29             |
| Reino Unido (UK Singles Chart)              | 4              |
| República Checa (Singles Digitál Top 100)   | 18             |
| Suecia (Sverigetopplistan)                  | 51             |
| Suiza (Schweizer Hitparade)                 | 46             |

## Certificaciones
| País (organismo certificador) | Certificación | Unidades certificadas |
| ----------------------------- | ------------- | --------------------- |
| Australia (ARIA)              | Platino       | 70 000                |
| Bélgica (BEA)                 | Oro           | 20 000                |
| Canadá (Music Canada)         | Platino       | 40 000                |
| Estados Unidos (RIAA)         | Platino       | 1 000 000             |
| Francia (SNEP)                | Oro           | 100 000               |
| Italia (FIMI)                 | Oro           | 35 000                |
| México (AMPROFON)             | Platino + Oro | 90 000                |
| Polonia (ZPVA)                | Platino       | 20 000                |
| Reino Unido (BPI)             | Platino       | 600 000               |

## Historial de lanzamiento
| País           | Fecha                    | Formato                     | Discográfica     | Ref    |
| -------------- | ------------------------ | --------------------------- | ---------------- | ------ |
| Varios         | 6 de septiembre de 2018  | streaming, descarga digital | Columbia Records | [ 20 ] |
| Reino Unido    | 7 de septiembre de 2018  | streaming, descarga digital | Columbia Records | [ 61 ] |
| Estados Unidos | 11 de septiembre de 2018 | Contemporary hit radio      | Columbia Records | [ 62 ] |
| Varios         | 19 de octubre de 2018    | Acústico                    | Columbia Records | [ 63 ] |
| Varios         | 26 de octubre de 2018    | The Black Madonna Remix     | Columbia Records | [ 64 ] |
| Varios         | 2 de noviembre de 2018   | Te Ven Remix                | Columbia Records | [ 65 ] |
| Varios         | 9 de noviembre de 2018   | MK Remix                    | Columbia Records | [ 66 ] |
| Varios         | 16 de noviembre de 2018  | Alex Metric Remix           | Columbia Records | [ 67 ] |